# ۷۴۲ ادیسونا

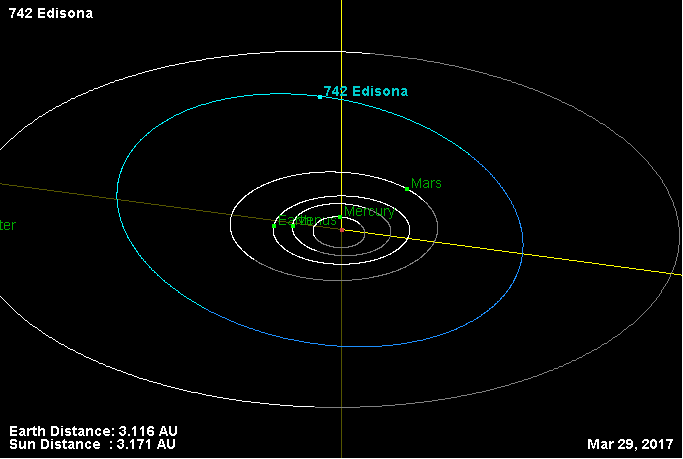
نمایی از محل قرارگیری سیارک ۷۴۲ ادیسونا در مدار – ۲۰۱۷

سیارک ۷۴۲ ادیسونا (به انگلیسی: 742 Edisona، نامگذاری:1913QU) هفتصد و چهل و دومین سیارک کشف شده‌است که در ۲۳ فوریه ۱۹۱۳ و در هایدلبرگ کشف شد.
قدر مطلق سیارک برابر ۹٫۵۵ است.
این سیارک به افتخار توماس ادیسون نام گذاری شده‌است.